# Ngawang Kunga Tegchen Palbar
Sakya trizin
Ngawang Thutob Wangdrag Ratna Vajra Rinpoché
Ngawang Kunga Tegchen Palbar Trinley Samphel Wanggi Gyalpo aussi appelé Sakya Trizin, est né près de Shigatse le 7 septembre 1945. Il est le 41e détenteur du Trône des Sakya ou sakya trizin, et considéré comme l’incarnation du 39e sakya trizin, son arrière-grand-père Dhagtshul Thrinley Rinchen (1871-1936). Il est aussi l'incarnation du lama Nyingma Apang Tertön (Orgyen Thrinlé Lingpa, 1895-1945), maître renommé du cycle de Tara rouge. Il a été intronisé en 1951 par le 14e dalaï lama. 
Sakya Trizin a fui le Tibet en 1959 et réside aujourd'hui à Dehra Dun en Inde. Comme tous les chefs de lignée Sakya, il est marié à Dagmo Kusho Tashi Lhakee dont il a eu deux fils. Son aîné - futur titulaire de la fonction - est Dungsey Ratna Vajra, né en 1974. Son autre fils, Dungsey Gyana Vajra, né le 5 juillet 1979 à Dehra Dun, est moine et dirige le monastère de Sakya en Inde.
Il est considéré comme une émanation de Manjushri. 